# Federico Tosi
Federico Tosi (Pietrasanta, 18 settembre 1991) è un pallavolista italiano.
Gioca nel ruolo di  schiacciatore nella Era Volley Project.

## Biografia
È sposato dal 27 maggio 2018 con la pallavolista Veronica Bisconti.

## Carriera
Cresce nella Pallavolo Camaiore, poi passa alle giovanili del Volley Scarperia e nel 2006 a quelle del Volley Lupi Santa Croce. Con la squadra toscana esordisce in Serie A2 nella stagione 2008-09, mentre nell'annata 2012-13 passa alla Pallavolo Città di Castello, con cui vince il campionato ed ottiene la promozione in Serie A1, divisione dove milita nelle due stagioni successiva sempre con la stessa squadra.
Sempre in Serie A1 milita nella stagione 2015-16 nel Powervolley Milano, in quella 2016-17 alla Sir Safety Perugia, in quella 2017-18 al Modena Volley e alla Top Volley Latina nell'annata 2018-19, durante la quale subisce un infortunio che lo costringe ad un lungo periodo di stop; nel gennaio 2019 chiede ed ottiene pertanto la risoluzione del contratto con la società pontina per proseguire in autonomia la riabilitazione.
Ritorna in campo nella stagione 2019-20 si accasa alla Peimar di Calci, in Serie A2.
Nella stagione 2020-2021 gioca come schiacciatore nella Era Volley Project, in serie B.

## Palmarès

### Club
- Coppa Italia di Serie A2: 1

2010-11